# Bruno Gustav Scherwitz
Bruno Gustav Scherwitz var en tysk nazistisk politiker. Han blev medlem av Nationalsocialistiska tyska arbetarepartiet (NSDAP) den 10 september 1925. Scherwitz var Gauleiter i Ostpreussen från 1926 till 1928 och efterträddes av Erich Koch.